# Silbermann (Orgelbauerfamilie)
Silbermann ist der Name einer Familie von Orgelbauern im Zeitalter des Barock. Die von ihren Mitgliedern gebauten Orgeln werden noch heute hochgeschätzt und sind als Silbermann-Orgeln auch einem breiteren Publikum bekannt. Sie bauten außerdem Cembali, Spinette und Hammerklaviere.

## Bekannte Familienmitglieder
- Andreas Silbermann (1678–1734), Bruder von Gottfried Silbermann
- Gottfried Silbermann (1683–1753), Bruder von Andreas Silbermann, der deutsche „Erfinder“ des Hammerklaviers (Fortepiano)[1]
- Johann Andreas Silbermann (1712–1783), Sohn von Andreas Silbermann
- Johann Daniel Silbermann (1717–1766), Sohn von Andreas Silbermann
- Johann Heinrich Silbermann (1727–1799), jüngster Sohn von Andreas Silbermann, hinterließ 14 Spinette.